# Katherine Mansfield
Katherine Mansfield (Wellington, 14 ottobre 1888 – Fontainebleau, 9 gennaio 1923) è stata una scrittrice neozelandese, saggista e giornalista, considerata una delle più influenti e importanti autrici del movimento modernista.
Scrisse racconti e poesie che esplorano le ansie e le paure, la caducità delle esperienze umane e la sessualità. Lasciò la natia Nuova Zelanda per trasferirsi in Inghilterra, dove divenne amica di D. H. Lawrence, Virginia Woolf, Ottoline Morrell e altri che orbitavano nel Bloomsbury Group. Malata di tubercolosi, morì a soli 34 anni in Francia.

## Biografia

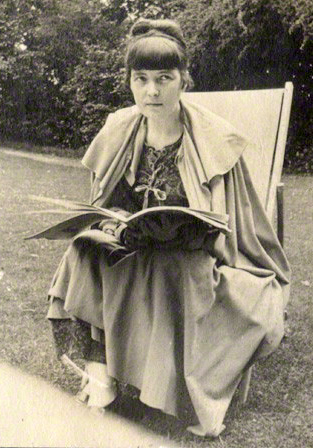
Fotografia del 1916-1917

Nacque col nome di Kathleen Mansfield Beauchamp in una famiglia benestante che viveva a Thorndon, sulla Tinakori Road, un sobborgo di Wellington, in Nuova Zelanda. Terza dei figli, fu cresciuta dai genitori e dall'amata nonna, iniziò la scuola a Karari assieme alle sorelle prima di frequentare il Wellington Girl's College. Le ragazze Beauchamp poi si iscrissero alla Fitzherbert Terrace School, dove esse divennero amiche con Maata Mahupuku, che divenne una musa per le sue prime prove di scrittura e con la quale pare avesse intrecciato un'appassionata relazione.
Prima cugina di Elizabeth von Arnim, pubblicò i primi racconti nel giornale del liceo locale tra il 1898 e il 1899, modificando il proprio nome in Katherine Mansfield. Si trasferì a Londra nel 1902 dove frequentò il Queen's College. Violoncellista di talento, inizialmente non era molto attratta dalla letteratura. Fra il 1903-1906 viaggiò in Europa, specialmente in Belgio e Germania, prima di tornare in Nuova Zelanda nel 1906. Stanca dello stile di vita provinciale della Nuova Zelanda, ritornerà a Londra due anni più tardi.

## Maturità e produzione letteraria
(Katherine Mansfield)
Katherine Mansfield è nota soprattutto come autrice di racconti brevi, che iniziò a scrivere fra il 1906 e il 1908. A Londra si legò sentimentalmente ad almeno due donne, Maata Mahupuku e Edith Kathleen Bendall. Nel 1909, dopo un frettoloso matrimonio non consumato con George Bowden, maestro di canto, fu spedita dalla madre Annie Beauchamp nella stazione termale di Bad Wörishofen in Baviera. In seguito a questi eventi fu diseredata dalla madre. Nel corso del soggiorno bavarese, tuttavia, lesse per la prima volta Anton Čechov, scrittore che avrà su di lei un impatto significativo e che definì come suo maestro.
Nel 1911 pubblicò la prima raccolta di racconti, In a German Pension (da lei poi descritta come "immatura") e venne in contatto con scrittori a lei contemporanei come David Herbert Lawrence, Virginia Woolf, e Lady Ottoline Morrell, mecenate vicina al Bloomsbury Group. Sempre nel 1911 conobbe il critico John Middleton Murry, che sposerà nel 1918 (anche se dopo la guerra ebbe una relazione con la giornalista Beatrice Hastings), stesso anno della pubblicazione di Prelude per i tipi della Hogarth Press.
Dopo aver contratto la tubercolosi nel 1917 inizia a trascorrere gli inverni all'estero, soprattutto in Francia e in Italia, senza trarne particolare giovamento. Dal 1919 la sua produzione si arricchisce di un gran numero di recensioni, commissionatele dal marito Murry, nel frattempo diventato editor della rivista Athenaeum.
Due raccolte di racconti la consacrarono una delle voci più originali del Modernismo, Bliss (1920) e The Garden Party (1922).

## Gli ultimi anni
Katherine Mansfield trascorse gli ultimi anni della sua vita alla ricerca di una cura per la tubercolosi, consultando i medici più eterodossi, come Ivan Manoukhin, prima di recarsi, nell'ottobre 1922, all'Istituto per lo sviluppo armonioso dell'uomo di Georges Gurdjieff, a Fontainebleau, Francia, ove subì, secondo alcuni (come il biografo Pietro Citati), una sorta di plagio: in condizioni di inedia e senza alcun tipo di assistenza medica (cosa negata invece dall'anglista Nadia Fusini secondo cui la Mansfield era perfettamente consapevole) morì di emorragia polmonare nel gennaio 1923 a causa della tubercolosi avanzata. Fu sepolta nel poco distante cimitero di Avon.
Alla sua morte, Katherine lasciò un gran numero di prose inedite pubblicate da Murry, suo esecutore letterario negli anni seguenti, fra cui The Dove's Nest (1923), e edizioni delle sue lettere e del diario. Nel luglio 2012 sono stati rinvenuti, presso il King's College di Londra, quattro racconti, inclusi da Mondadori nell'ultima edizione di Tutti i racconti (2013).
La poetessa e drammaturga Maura Del Serra ha dedicato alla scrittrice il testo teatrale Kess ora pubblicato in Teatro, Pistoia, Editrice petite plaisance, 2016
Nel 2012 il cantautore Giovanni Del Grillo le dedica la canzone La Terza Via, inclusa nel suo primo album Qui Frinisce Male.

## Opere pubblicate in italiano
- Preludio e altri racconti,  trad. di Nina Ruffini, Milano, Fratelli Treves, 1931; Milano, Garzanti, 1946.
- Diario, trad. Mara Fabietti, Milano, Corbaccio, 1933; Milano, Dall'Oglio, 1949.
- La lezione di canto e altri racconti, trad. di Emilio Ceretti, Milano, Mondadori, 1940; Milano, Mondadori, 1970.
- Poemetti, trad. di Gilberto Altichieri, Parma, Guanda, 1940; Torino, Einaudi, 1970.
- Lettere, trad. di Milli Dandolo, Milano, Mondadori, 1941; Roma, Elliot, 2016.
- Una tazza di tè e altri racconti, trad. di Vittoria Guerrini, Frassinelli, Torino, 1944.
- Nuovi Racconti, trad. di Eva Romaszkan, Milano, Edizioni di Uomo, 1944.
- Il libro degli appunti (1905-1922), trad. di Elsa Morante, Milano-Roma, Rizzoli, 1945; Milano, Longanesi, 1972; col titolo Quaderno d'appunti, Milano, Feltrinelli, 1979; Milano, SE, 2011.
- La stanchezza di Rosabel e altri racconti, Milano, Gentile, 1945.
- Una pensione tedesca, trad. di Giuliana Pozzo Galeazzi, Milano, Rizzoli, 1954-2003.
- Il meglio di Katherine Mansfield, traduzioni di Marcella Hannau ed Elsa Morante, Milano, Longanesi, 1957.
- Felicità. Qualcosa di infantile ma di molto naturale, trad. di Giacomo Debenedetti, Milano, Il Saggiatore, 1959.
- Beatitudine, trad. di Maria Luisa Agosti Castellani, Collana BUR, Milano, Rizzoli, 1960; col titolo Felicità, Milano, BUR, 1997.
- Epistolario. Le lettere a John Middleton Murry 1913-1922, trad. Giorgia Ruffini, Milano, Il Saggiatore, 1961.
- Tutti i racconti, 5 voll., trad. di Cristina Campo, Floriana Bossi, Giacomo Debenedetti, Marcella Hannau, Milano, Adelphi, 1978-79 (vol. I: Felicità; vol. 2: Garden-party; vol. 3: Il nido delle colombe; vol. 4: Qualcosa di infantile ma di molto naturale [che contiene Come fu rapita Pearl Button]; vol. 5: Una pensione tedesca); in 2 voll., Milano, Adelphi, 1990.
- Lettere e Diari, a cura di C.K. Stead, trad. di Paola Forti, postfazione di Francesca Sanvitale, Milano, Mondadori, 1981.
- Felicità e altri racconti, di Marcella Hannau e Riccardo Mainardi, Milano, TEA, 1988.
- Garden Party e altri racconti, trad. di Benedetta de Vito, La Spezia, Fratelli Melita, 1989.
- Racconti, trad. di Giuliana Pozzo Galeazzi, Maria Luisa Agosti Castellani e Armanda Guiducci, saggio introduttivo di Armanda Guiducci, Collana Classici, Milano, BUR, 1989, ISBN 978-88-171-6739-0; Prefazione di Giulia Caminito, Collana Classici moderni, Milano, BUR-Rizzoli, 2023, ISBN 978-88-171-7929-4. [contiene le raccolte Una pensione tedesca e Felicità, pubblicate separatamente dalla BUR, più altri racconti]
- Poesie, trad. di Gabriella Sobrino, Montebelluna, Amadeus, 1990.
- L'Aloe. Racconto, a cura di Franca Cavagnoli, Collana Passepartout, Milano, Mondadori, 1993-1999; Edizioni dell'Asino, 2021, ISBN 978-88-635-7301-5.
- La passione della scrittura, a cura di Ornella De Zordo, Milano, La Tartaruga, 1995; Milano, Baldini & Castoldi, 1999.
- Psicologia e altri racconti,  Milano, La Tartaruga, 1996.
- Tutti i racconti, trad. di Maura Del Serra, Roma, Newton Compton, 1996.
- Racconti neozelandesi, a cura di Franca Cavagnoli, Milano, Mondadori, 2001, ISBN 978-88-044-9133-0.
- Diari, a cura di Sonia Ciampoli, Roma, Robin, 2002.
- Il nido delle colombe, a cura di Maurizio Ascari, Venezia, Marsilio, 2002.
- Felicità e altri racconti, trad. di Marina Mascagni, Venezia, Marsilio, 2004.
- Tutti i racconti, a cura di Franca Cavagnoli, Milano, Mondadori, 2006; ed. aumentata, Mondadori, 2013, ISBN 978-88-046-2834-7.
- Quando ero uccello e altre poesie, a cura di Federico Mazzocchi, Bagno a Ripoli, Passigli, 2009.
- Poesie e prose liriche, trad. di Maura Del Serra, Pistoia, Petite plaisance, 2013.
- Viaggio in Urewera, a cura di Nadia Fusini, Milano, Adelphi, 2015.
- La festa in giardino e altri racconti, a cura di Francesca Cosi e Alessandra Repossi, Fidenza, Mattioli 1885, 2016, ISBN 978-88-6261-596-9.
- Love, a cura di Franca Cavagnoli, Milano, Henry Beyle, 2016.
- L'infanzia di Katherine. Alla Baia e La casa delle bambole, trad. di Alessandra Poletto, Treviso, Santi Quaranta, 2016.
- Sulla baia, trad. di Emilio Ceretti, Roma, Elliot, 2018.
- La casa delle bambole, trad. e a cura di Enrico De Luca, Lecce, Lettere Animate, 2018.
- Preludio, Prefazione e trad. di Nina Ruffini, Roma, Elliot, 2020.
- Diari: 1910-1922, trad. e cura di Serena Trisoglio, Torino, Robin, 2020.
- Il pino, i passeri, io e te, a cura di Giulia Loi, Roma, Elliot, 2021.
- La piccola istitutrice, trad. di Paola Slaviero, Milano, Leone, 2022.
- Preludio e altri racconti, trad. di F. Cavagnoli, Marcella Maffi e Giulia Balducci,[6] Postfazione e cura di Franca Cavagnoli, Collana Oscar Moderni, Milano, Mondadori, 2023, ISBN 978-88-047-7084-8. [contiene: Preludio, Alla baia, La casa delle bambole]
- La vita della vita, selezione dei diari di Katherine Mansfield, a cura di Sara De Simone, trad. di Sara De Simone e Sonia Manfrecola, Roma, Donzelli, 2023.